# Me enamoré sin darme cuenta
 Me enamoré sin darme cuenta  es una película argentina filmada en colores dirigida por Fernando Siro según el guion de Alfredo Ruanova que se estrenó el 10 de agosto de 1972 y que tuvo como protagonistas a Sergio Denis, Alicia Bruzzo y Luis Brandoni.

## Sinopsis
Dos hombres que aman a la misma mujer y encaran caminos diferentes para triunfar.

## Reparto
Participaron del filme los siguientes intérpretes:
- Sergio Denis
- Alicia Bruzzo
- Luis Brandoni
- Mónica Posse
- Ovidio Fuentes
- Betty Solís
- Ricardo Passano
- Roberto Airaldi
- Hugo Caprera
- Susan Sharpe
- Leónidas Brandi
- Alicia Freidenberg
- Juan Carlos Ferreyra
- Horacio Dalli

## Comentarios
La Prensa escribió:

”Fernando Siro es el principal responsable de las virtudes del espectáculo, ya queha conseguido una marcación de actores óptima, logrando verdaderas sorpresas.”

Gente opinó:

”Si le gustan las canciones de Denis puede ser; no olvidar que también grabó discos.”

Manrupe y Portela escriben:

”Film de cantor, un poco mejor que lo habitual.”